# Álvaro Navia Osorio y Vigil
Álvaro José de Navia Osorio y Vigil de la Rúa (Puerto de Vega, 1684 - Orà, 1732) III Marquès de Santa Cruz de Marcenado i III vescomte del Puerto va ser un militar i diplomàtic espanyol partidari de Felip V durant la Guerra de Successió Espanyola.
Fill del marquès de Santa Cruz Juan Antonio Navia Osorio i de Jacinta Vigil de la Rúa. El 1701 es casà amb Francisca de Navia Montenegro y Lantoira. El 1705 fou nomenat vescomte del Puerto i coronel del regiment d'Austúries, lluitant al setge de Tortosa (1708) i al setge de Barcelona (1713-1714). Posteriorment lluità en la campanya de Sicília i fou ascendit a mariscal de camp i finalment a tinent general.
Exercí funcions diplomàtiques als congressos de Soissons i Torí, i redactà un tractat de Refelexiones Militares.
Morí el 21 de novembre del 1732 durant la batalla per la defensa d'Orà, on hi participà una Companyia de Fusellers de Muntanya catalans.